# タゾバクタム
タゾバクタム(略号:TAZ, 英語:tazobactam)とは、細菌のβ-ラクタマーゼ阻害薬のひとつである。大鵬薬品工業が開発した。これはβ-ラクタム系抗生物質であるピペラシリンと配合剤として、製品名タゾシンやゾシン、セフトロザンとの合剤がザバクサとして販売されている。(タゾシン・ゾシンは大鵬薬品が製造販売元、大正富山医薬品が発売。ザバクサはMSDが製造販売。)ゾシンは海外ではワイス(現ファイザー)が先行して発売した。日本においても単独の薬剤としては販売されていない。これはβ-ラクタマーゼを産生する抗生物質耐性菌に対して効果をもつ。